# Володькова Девица

Памятник в селе

Воло́дькова Девица (укр. Володькова Дівиця, в 1928—2016 Червонопартизанское, Черво́ные Партиза́ны) — село в Носовском районе Черниговской области Украины.
Население 3041 человек (2025). Село занимает площадь 0,115 км².

## Власть
Орган местного самоуправления — Червонопартизанский сельский совет.
Адрес местного совета: 17130, Черниговская обл., Носовский р-н, с. Володькова Дивыця, ул. Центральная, 79.

## История
Название села связано с основателем села шляхтичем Самуелем Володкевичем, который осадил его в первой половине 17 века на месте старого городища времен ВКЛ. Род Володкевичей известный на Житомирщине и в белорусских воеводствах ВКЛ.
В 17-18 веке село относится, сначала к Володько-девицкой сотни, а после ее расформирования в 1650х, ко 2-й Нежинской полковой сотни Нежинского полка Войска Запорожского (Гетманщина).
В XIX веке село Володькова Девица было волостным центром Володьково-Девицкой волости Нежинского уезда Черниговской губернии. В селе была Богоявленская и Николаевская церковь.

## Известные уроженцы и жители
- Иван Давыдович Бойко (1899—1971) — советский историк, доктор исторических наук (1964).
- Илья Авраменко (1907—1973) — советский поэт и писатель.